# Casa de locuit de pe str. Pervomaisk, 106 (Tighina)
Casa de locuit de pe str. Pervomaisk, 106 este o clădire amplasată pe str. Pervomaisk, 106 în Tighina, Republica Moldova. Este un monument arhitectural de importanță națională inclus în Registrul monumentelor Republicii Moldova ocrotite de stat cu nr. 9 (municipiul Tighina). Datează de la sf. sec. XIX.